# Mugu
Mugu (trl. Mugu, trb. Mugu) – gaun wikas samiti w zachodniej części Nepalu w strefie Karnali w dystrykcie Mugu. Według nepalskiego spisu powszechnego z 2011 roku liczył on 153 gospodarstwa domowe i 898 mieszkańców (458 kobiet i 440 mężczyzn).